# Rally Albena – Zlatni Piassatzi 1990
Rajd Bułgarii 1990 (21. Rally Albena - Zlatni Piassatzi) – 21. edycja rajdu samochodowego Rajd Bułgarii rozgrywanego w Bułgarii. Rozgrywany był od 12 do 13 maja 1990 roku. Była to siedemnasta runda Rajdowych Mistrzostw Europy w roku 1990 (rajd miał najwyższy współczynnik – 20).

## Klasyfikacja rajdu
| Miejsce                      | Kierowca                     | Pilot                        | Samochód                       | Czas                         | Strata                       |                              |
| Klasyfikacja generalna i ERC | Klasyfikacja generalna i ERC | Klasyfikacja generalna i ERC | Klasyfikacja generalna i ERC   | Klasyfikacja generalna i ERC | Klasyfikacja generalna i ERC | Klasyfikacja generalna i ERC |
| ---------------------------- | ---------------------------- | ---------------------------- | ------------------------------ | ---------------------------- | ---------------------------- | ---------------------------- |
| 1.                           | Fabrizio Tabaton             | Maurizio Imerito             | Lancia Delta Integrale 16V     | 3:05:41                      | 0.0                          |                              |
| 2.                           | Robert Droogmans             | Ronny Joosten                | Lancia Delta Integrale 16V     | 3:05:43                      | +2                           |                              |
| 3.                           | Patrick Snijers              | Dany Colebunders             | Toyota Celica GT-4 (ST165)     | 3:05:44                      | +3                           |                              |
| 4.                           | Bruno Thiry                  | Dany Delvaux                 | Opel Kadett GSI 16V            | 3:16:56                      | +11:15                       |                              |
| 5.                           | Georgi Petrow                | Iwan Tonew                   | Volkswagen Golf II GTi 16V     | 3:26:18                      | +20:37                       |                              |
| 6.                           | Marc Soulet                  | Philippe Willem              | Ford Sierra RS Cosworth 4-door | 3:26:18                      | +20:37                       |                              |
| 7.                           | Sergey Alyasov               | Aleksandr Levitan            | Lada Samara 21083              | 3:28:45                      | +23:04                       |                              |
| 8.                           | Patrick Jamar                | Yves Noelanders              | Opel Corsa A GSi               | 3:31:43                      | +26:02                       |                              |
| 9.                           | Hristo Panchugov             | Sotir Hadzhiev               | Lada VAZ 21074                 | 3:42:02                      | +36:21                       |                              |
| 10.                          | Vital Budo                   | André Malais                 | Volkswagen Golf G60 Rallye     | 3:43:13                      | +37:32                       |                              |